# Premio Martín Fierro 2010
Qui di seguito sono indicati i vincitori e i nominati del Martin Fierro 2010. La cerimonia si è svolta il 22 maggio 2010, presso l'Hotel Hilton di Buenos Aires. Ha ricevuto 25.8 di rating, con una punta massima di 32.2. La conduzione è stata fatta da Natalia Oreiro e Mike Amigorena.
Sono stati dedicati alcuni momenti anche alla morte di Romina Yan. La "plaqueta" è stata data a Gustavo Yankelevich, il premio onorifico a Carlitos Balá. Invece il Martín Fierro d'oro alla serie televisiva Para vestir santos - A proposito di single e il Martín Fierro di platino a Marcelo Tinelli.

## Riassunto dei premi e delle candidature
| Telenovelas                                | Candidatura | Premi |
| ------------------------------------------ | ----------- | ----- |
| Para vestir santos - A proposito di single | 16          | 8     |
| Malparida                                  | 13          | 4     |
| Lo que el tiempo nos dejó                  | 12          | 2     |
| Botineras                                  | 5           | 0     |
| Ciega a citas                              | 5           | 0     |
| Contra las cuerdas                         | 4           | 1     |
| Caín y Abel                                | 3           | 0     |
| Valientes                                  | 3           | 0     |
| Alguien que me quiera                      | 2           | 0     |
| Impostores                                 | 2           | 0     |
| Todos contra Juan 2                        | 2           | 0     |
| Herencia de amor                           | 1           | 0     |

| Canale     | Candidature | Premi |
| ---------- | ----------- | ----- |
| El Trece   | 50          | 17    |
| Telefe     | 39          | 8     |
| TV Pública | 17          | 3     |
| América 2  | 7           | 1     |
| Canal 9    | 2           | 1     |

## Televisione
Migliore serie e/o miniserie
| Serie e/o miniserie                        | Canale     | Risultato  |
| ------------------------------------------ | ---------- | ---------- |
| Contra las cuerdas                         | TV Pública | Nominata   |
| Lo que el tiempo nos dejó                  | Telefe     | Nominata   |
| Para vestir santos - A proposito di single | El Trece   | Vincitrice |

Miglior telenovela
| Telenovela    | Canale     | Risultato  |
| ------------- | ---------- | ---------- |
| Caín y Abel   | Telefe     | Nominata   |
| Ciega a citas | TV Pública | Nominata   |
| Malparida     | El Trece   | Vincitrice |

Miglior attore di serie e/o miniserie
| Attore              | Serie/Miniserie                                | Canale              | Risultato |
| ------------------- | ---------------------------------------------- | ------------------- | --------- |
| Carlos Belloso      | Lo que el tiempo nos dejó                      | Telefe              | Nominato  |
| Fabián Vena         | Lo que el tiempo nos dejó                      | Telefe              | Nominato  |
| Gastón Pauls        | Todos contra Juan 2                            | Telefe              | Nominato  |
| Leonardo Sbaraglia  | Lo que el tiempo nos dejó e Impostores         | Telefe / El Trece   | Nominato  |
| Rodrigo De La Serna | Lo que el tiempo nos dejó e Contra las cuerdas | Telefe / TV Pública | Vincitore |

Migliore attrice di serie e/o miniserie
| Attrice            | Serie / Miniserie                          | Canale            | Risultato  |
| ------------------ | ------------------------------------------ | ----------------- | ---------- |
| Celeste Cid        | Para vestir santos - A proposito di single | El Trece          | Nominata   |
| Gabriela Toscano   | Para vestir santos - A proposito di single | El Trece          | Vincitrice |
| Griselda Siciliani | Para vestir santos - A proposito di single | El Trece          | Nominata   |
| Julieta Díaz       | Lo que el tiempo nos dejó                  | Telefe            | Nominata   |
| Laura Novoa        | Lo que el tiempo nos dejó                  | Telefe            | Nominata   |
| Leticia Brédice    | Lo que el tiempo nos dejó e Impostores     | Telefe / El Trece | Nominata   |

Miglior attore di telenovela
| Attore          | Telenovela            | Canale   | Risultato |
| --------------- | --------------------- | -------- | --------- |
| Damián de Santo | Botineras             | Telefe   | Nominato  |
| Gonzalo Heredia | Malparida e Valientes | El Trece | Nominato  |
| Joaquín Furriel | Caín y Abel           | Telefe   | Nominato  |
| Nicolás Cabré   | Botineras             | Telefe   | Nominato  |
| Raúl Taibo      | Malparida             | El Trece | Vincitore |

Migliore attrice di telenovela
| Attrice          | Telenovela    | Canale     | Risultato  |
| ---------------- | ------------- | ---------- | ---------- |
| Eleonora Wexler  | Valientes     | El Trece   | Nominata   |
| Juana Viale      | Malparida     | El Trece   | Nominata   |
| Julieta Díaz     | Valientes     | El Trece   | Nominata   |
| Muriel Santa Ana | Ciega a citas | TV Pública | Nominata   |
| Selva Alemán     | Malparida     | El Trece   | Vincitrice |

Miglior attore di reparto
| Attore           | Programma                                                                           | Canale              | Risultato |
| ---------------- | ----------------------------------------------------------------------------------- | ------------------- | --------- |
| Alejandro Müller | Malparida                                                                           | El Trece            | Nominato  |
| Fernán Mirás     | Para vestir santos - A proposito di single                                          | El Trece            | Nominato  |
| Hugo Arana       | Para vestir santos - A proposito di single                                          | El Trece            | Vincitore |
| Luis Machín      | Para vestir santos - A proposito di single, Lo que el tiempo nos dejó e Caín y Abel | El Trece / Telefe   | Nominato  |
| Roberto Carnaghi | Botineras e Contra las cuerdas                                                      | Telefe / TV Pública | Nominato  |

Miglior attrice di reparto
| Attrice            | Programma                                  | Canale              | Risultato  |
| ------------------ | ------------------------------------------ | ------------------- | ---------- |
| Betiana Blum       | Para vestir santos - A proposito di single | El Trece            | Vincitrice |
| Lidia Catalano     | Ciega a citas e Lo que el tiempo nos dejó  | TV Pública / Telefe | Nominata   |
| Mónica Antonópulos | Herencia de amor                           | Telefe              | Nominata   |
| Mónica Cabrera     | Malparida                                  | El Trece            | Nominata   |
| Mónica Galán       | Malparida                                  | El Trece            | Nominata   |

Miglior esperienza speciale
| Attore          | Programma                                                        | Canale            | Risultato |
| --------------- | ---------------------------------------------------------------- | ----------------- | --------- |
| Gabriel Corrado | Malparida                                                        | El Trece          | Nominato  |
| Gabriel Goity   | Para vestir santos - A proposito di single e Todos contra Juan 2 | El Trece / Telefe | Nominato  |
| Pablo Rago      | Botineras                                                        | Telefe            | Nominato  |
| Ricardo Darín   | Para vestir santos - A proposito di single                       | El Trece          | Vincitore |
| Victoria Onetto | Botineras                                                        | Telefe            | Nominata  |

Migliore rivelazione
| Attrice/Attore   | Programma                                                              | Canale            | Risultato  |
| ---------------- | ---------------------------------------------------------------------- | ----------------- | ---------- |
| Calu Rivero      | Alguien que me quiera                                                  | El Trece          | Nominata   |
| Marina Belatti   | Malparida                                                              | El Trece          | Nominata   |
| Martina Gusmán   | Para vestir santos - A proposito di single e Lo que el tiempo nos dejó | El Trece / Telefe | Vincitrice |
| Paola Barrientos | Contra las cuerdas                                                     | TV Pública        | Nominata   |
| Pilar Gamboa     | Para vestir santos - A proposito di single                             | El Trece          | Nominata   |

Miglior autore
| Nome autore                                      | Programma                                  | Canale     | Risultato |
| ------------------------------------------------ | ------------------------------------------ | ---------- | --------- |
| Javier Daulte                                    | Para vestir santos - A proposito di single | El Trece   | Vincitore |
| Cecilia Guerty, Pablo Junovich e Lily Ann Martin | Malparida                                  | El Trece   | Nominati  |
| Marta Betoldi                                    | Ciega a citas                              | TV Pública | Nominata  |

Miglior regista
| Nome regista                | Programma                                  | Canale     | Risultato |
| --------------------------- | ------------------------------------------ | ---------- | --------- |
| Daniel Barone               | Para vestir santos - A proposito di single | El Trece   | Vincitore |
| Juan Taratuto               | Ciega a citas                              | TV Pública | Nominato  |
| Jorge Bechara e Jorge Nisco | Malparida                                  | El Trece   | Nominato  |

Miglior sigla
| Programma                                  | Interprete                     | Canale   | Risultato |
| ------------------------------------------ | ------------------------------ | -------- | --------- |
| Alguien que me quiera                      | Hilda Lizarazu e Palito Ortega | El Trece | Nominato  |
| Malparida                                  | Carlos Matari                  | El Trece | Vincitore |
| Para vestir santos - A proposito di single | Mavi Diaz e Claudia Ruffinati  | El Trece | Nominato  |

Miglior programma giornalistico
| Programma                   | Canale     | Risultato |
| --------------------------- | ---------- | --------- |
| Bendita                     | Canal 9    | Vincitore |
| CQC                         | Telefe     | Nominato  |
| Seis en el Siete a las 8:00 | TV Pública | Nominato  |

Miglior programma di intrattenimento
| Programma      | Canale   | Risultato  |
| -------------- | -------- | ---------- |
| Hombre al agua | El Trece | Nominato   |
| Justo a tiempo | Telefe   | Nominato   |
| Susana Giménez | Telefe   | Vincitrice |

Miglior programma di interesse generale
| Programma                                    | Canale    | Risultato |
| -------------------------------------------- | --------- | --------- |
| Almorzando con Mirtha Legrand                | América 2 | Nominato  |
| AM, Antes del Mediodía                       | Telefe    | Vincitore |
| Clase turista: el mundo según los argentinos | Telefe    | Nominato  |

Miglior programma infantile/giovanile
| Programma            | Canale     | Risultato |
| -------------------- | ---------- | --------- |
| Caja rodante         | TV Pública | Nominato  |
| Teen Angels          | Telefe     | Vincitore |
| Permitido estacionar | TV Pública | Nominato  |

Miglior programma culturale
| Programma                       | Canale     | Risultato |
| ------------------------------- | ---------- | --------- |
| Científicos industria argentina | TV Pública | Vincitore |
| MP3, gira latina                | TV Pública | Nominato  |
| Ver para leer                   | Telefe     | Nominato  |

Miglior reality
| Programma         | Canale   | Risultato |
| ----------------- | -------- | --------- |
| Cuestión de peso  | El Trece | Nominato  |
| Showmatch         | El Trece | Nominato  |
| Talento Argentino | Telefe   | Vincitore |

Miglior conduzione femminile
| Persona          | Programma                     | Canale    | Risultato  |
| ---------------- | ----------------------------- | --------- | ---------- |
| Claribel Medina  | Cuestión de peso              | El Trece  | Nominata   |
| Ernestina Pais   | CQC                           | Telefe    | Nominata   |
| Mariana Fabbiani | RSM                           | América 2 | Vincitrice |
| Mirtha Legrand   | Almorzando con Mirtha Legrand | América 2 | Nominata   |
| Susana Giménez   | Susana Giménez                | Telefe    | Nominata   |
| Verónica Lozano  | AM, Antes del Mediodía        | Telefe    | Nominata   |

Miglior conduzione maschile
| Persona            | Programma                                   | Canale     | Risultato |
| ------------------ | ------------------------------------------- | ---------- | --------- |
| Beto Casella       | Bendita                                     | Canal 9    | Nominato  |
| Juan Alberto Badía | Estudio País 24 e El juego del bicentenario | TV Pública | Nominato  |
| Leo Montero        | 100% Lucha e AM, Antes del Mediodía         | Telefe     | Nominato  |
| Marcelo Tinelli    | Showmatch                                   | El Trece   | Vincitore |
| Roberto Pettinato  | Un mundo perfecto                           | América 2  | Nominato  |

Miglior programma sportivo
| Programma          | Canale    | Risultato |
| ------------------ | --------- | --------- |
| Carburando         | El Trece  | Nominato  |
| El Show del Fútbol | América 2 | Nominato  |
| Planeta Bonadeo    | Telefe    | Vincitore |

Miglior programma umoristico
| Programma                    | Canale     | Risultato |
| ---------------------------- | ---------- | --------- |
| Demoliendo teles             | El Trece   | Nominato  |
| Peter Capusotto y sus videos | TV Pública | Vincitore |
| Zapping                      | Telefe     | Nominato  |

Miglior lavoro umoristico
| Persona         | Programma                        | Canale     | Risultato |
| --------------- | -------------------------------- | ---------- | --------- |
| Antonio Gasalla | Susana Giménez                   | Telefe     | Vincitore |
| Diego Capusotto | Peter Capusotto y sus videos     | TV Pública | Nominato  |
| Fátima Florez   | De lo nuestro lo peor y lo mejor | El Trece   | Nominato  |

Miglior notiziario
| Notiziaro        | Canale    | Risultato |
| ---------------- | --------- | --------- |
| América Noticias | América 2 | Nominato  |
| Telefe Noticias  | Telefe    | Nominato  |
| Telenoche        | El Trece  | Vincitore |

Miglior lavoro/conduzione giornalistica femminile
| Persona            | Programma                   | Canale     | Risultato  |
| ------------------ | --------------------------- | ---------- | ---------- |
| Florencia Etcheves | Noticiero Trece             | El Trece   | Vincitrice |
| Miriam Lewin       | Telenoche                   | El Trece   | Nominata   |
| Sandra Ruso        | Seis en el Siete a las 8:00 | TV Pública | Nominata   |

Miglior lavoro/conduzione giornalistica maschile
| Persona         | Programma                          | Canale    | Risultato |
| --------------- | ---------------------------------- | --------- | --------- |
| Facundo Pastor  | América Noticias (Segunda edición) | América 2 | Nominato  |
| Germán Paoloski | Diario de Medianoche               | Telefe    | Nominato  |
| Mario Markic    | Telenoche                          | El Trece  | Vincitore |

Miglior produzione integrale
| Programma                                  | Canale   | Risultato  |
| ------------------------------------------ | -------- | ---------- |
| Lo que el tiempo nos dejó                  | Telefe   | Nominata   |
| Para vestir santos - A proposito di single | El Trece | Nominata   |
| Showmatch                                  | El Trece | Vincitrice |

Migliore pubblicità
| Pubblicità        | Marca       | Agenzia                           | Risultato  |
| ----------------- | ----------- | --------------------------------- | ---------- |
| Amelia            | Jumbo       | Kepel y Mata                      | Nominata   |
| Argentinos        | TyC Sports  | Young & Rubicam                   | Nominata   |
| Cientoveintenario | Quilmes     | Young & Rubicam                   | Vincitrice |
| Helado            | Volkswagen  | Suran - Fischer America Argentina | Nominata   |
| Víctor            | PlayStation | Del Campo Nazca Saatchi & Saatchi | Nominata   |

Migliore fiction in internet
| Serie         | Risultato  | Fonte |
| ------------- | ---------- | ----- |
| Yo soy Virgen | Vincitrice | [ 5 ] |